# Мёртвое море
Мёртвое мо́ре (араб. اَلْبَحرْ المَيّت‎, эль-Бахр-эль-Мейт — «Мёртвое море»; ивр. יַם הַמֶּלַח‎ Ям ха-мэлах — «солёное море»; также Асфальтовое море, Содомское море) — бессточный солёный замкнутый водоём на Ближнем Востоке, располагающийся между Израилем, Иорданией и Палестинской Автономией.
Уровень воды в Мёртвом море на 430 м (09.2015) ниже уровня моря и падает со скоростью примерно 1 метр в год. Побережье озера является самым низким участком суши на Земле. Мёртвое море — это один из самых солёных водоёмов на Земле: его солёность составляет 300—310 ‰, в некоторые годы — до 350 ‰. Длина озера — 67 км, ширина — 18 км в самом широком месте, максимальная глубина — 306 м. Объём воды — 114 км³.

## Этимология и топонимика
На иврите Мёртвое море — Ям ха-Мелах (ивр. יַם הַמֶּלַח‎), что означает «Солёное море» (Быт. 14:3). Библия использует этот термин вместе с двумя другими: Пустынное море (Ям ха-Арава; יַם הערבה) и Восточное море (Ям ха-Мизрахи; יַם המזרחי). Обозначение «Мёртвое море» никогда не встречается в Библии.
В прозе иногда используется термин Ям ха-Мавет (יַם המוות, «Море смерти») из-за нехватки там водной жизни. На арабском языке Мёртвое море называется аль-Бахр аль-Майит («Мёртвое море») или, реже, Бахр Лут (араб. اَلْبَحرْ لوط‎, «Море Лута (Лота)»). Другим историческим названием на арабском языке было «Море Зоар», по названию близлежащего города, существовавшего в библейские времена. Греки называли это озеро Асфальтитовым (др.-греч. Θάλαττα Ἀσφαλτῖτης).

## География
Река Иордан является единственным крупным источником воды, впадающим в Мёртвое море, хотя возле него есть небольшие многолетние источники, которые образуют по краям заводи и болота. Море бессточное, поскольку расположено значительно ниже уровня Мирового океана.
Река Муджиб (библ. Арнон) является одним из крупнейших источников воды, питающих Мёртвое море, помимо Иордана. Долина Вади-Муджиб, расположенная на 420 м ниже уровня моря в южной части долины реки Иордан, представляет собой биосферный заповедник, площадь которого составляет 212 км². Другими более существенными источниками являются Вади Дарадж (араб.) / Нахаль Драгот (ивр.) и Нахал Аругот. Вади Хаса (библ. Зерид) — ещё один вади, впадающий в Мёртвое море.
Количество осадков составляет до 100 мм в год в северной части Мёртвого моря и до 50 мм в южной части. Засушливость зоны Мёртвого моря обусловлена эффектом дождевой тени в Иудейских горах. Высокогорье к востоку от Мёртвого моря получает больше осадков, чем само Мёртвое море. К западу от Мёртвого моря Иудейские горы поднимаются менее круто и намного ниже, чем горы на востоке. Вдоль юго-западной стороны озера находится галитовая (минеральная) формация высотой 210 м, называемая «гора Содом».

## История
В сочинении «География» древнего историка и географа Страбона Мёртвое море указано как «Озеро Сирбонида» и ему даётся следующее описание:
 42. Озеро Сирбонида велико. Действительно, некоторые утверждают, что оно 1000 стадий в окружности. Однако в длину оно простирается вдоль побережья немного больше 200 стадий; у берегов озеро глубоко, вода его настолько тяжела, что здесь не нужно умения плавать: человек, погрузившийся в озеро до пупа, немедленно поднимается. Озеро полно асфальта. От времени до времени асфальт извергается на поверхность из самой глубины с пузырьками, как будто происходит кипение воды. Поверхность воды, вздуваясь, получает вид холма. Вместе с асфальтом поднимается на поверхность большое количество похожей на дым копоти, но незаметной для глаза. От этой копоти ржавеет медь, серебро, все блестящие предметы и даже золото. <…> Асфальт представляет собой глыбу земли, которая сначала под влиянием тепла становится жидкой, а затем извергается наружу, разливаясь по поверхности. Потом от действия холодной воды (ибо такова и есть вода в озере) земля эта снова переходит в твёрдое состояние, так что её нужно резать и рубить. Асфальт плавает на поверхности благодаря тому естественному свойству воды, в силу которого, как я уже сказал, здесь не нужно умения плавать. Никто, погрузившись в озеро, не может утонуть, но поднимается водой на поверхность. Жители подплывают на плотах, вырубают асфальт и увозят такое количество, сколько каждый может взять.
(Книга XVI, Глава II)
Первое упоминание названия «Мёртвое море» можно найти в трудах древнегреческого учёного Павсания, жившего во II в. н. э., который одним из первых исследовал его воды. Озеро определяется в названии «мёртвым», потому что считалось, что из-за высокого содержания соли в нём не могут жить ни рыбы, ни другие организмы (за исключением некоторых видов бактерий в устье реки Иордан). В последние годы XX — начале XXI века в нём обнаружено около 70 видов оомицетов и высших грибов, способных переносить максимальную солёность этого водоёма.
В Мёртвое море впадают несколько пересыхающих ручьёв и река Иордан. Только за последние 40 лет объём водотока сократился с 1,43 млрд кубометров в год до 100 млн.
В окрестностях Мёртвого моря были найдены также знаменитые Кумранские рукописи. Это более 600 манускриптов, доказывающих, что иудейская секта ессеев ещё во II веке до Рождества Христова исповедовала принципы, удивительно схожие с евангельскими заповедями. Первые свитки с манускриптами из Кумрана случайно нашёл мальчик-бедуин в 1947 году. В районе Мёртвого моря находились библейские города Содом и Гоморра.

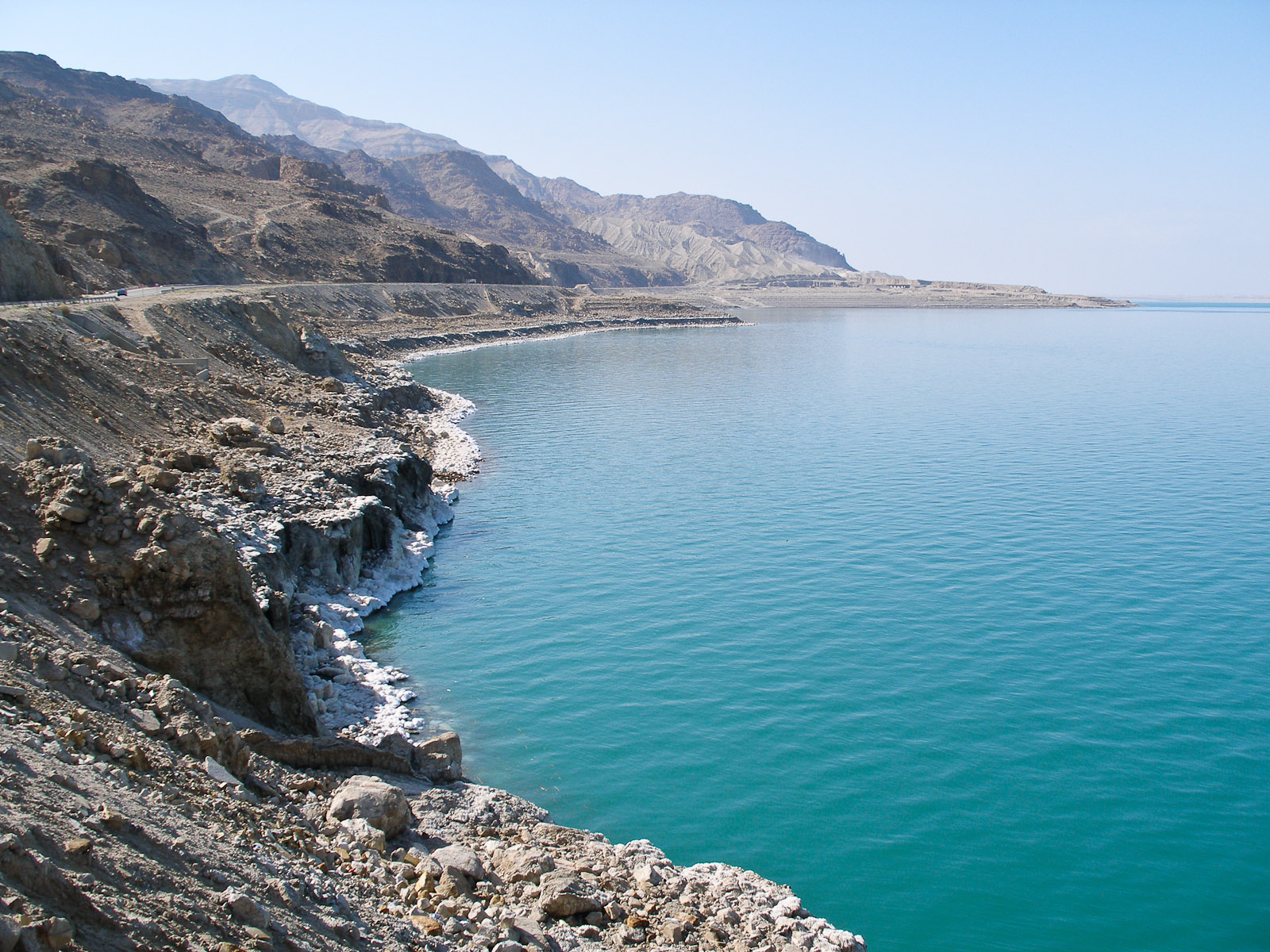
Иорданское побережье Мёртвого моря

## Солёность и состав воды
Содержание минеральных веществ в воде в среднем составляет 260—270 ‰, иногда до 310 ‰ (для сравнения: в Средиземном море — 40 ‰). Мёртвое море является одним из самых солёных в мире озёр наряду с озером Асаль в восточной Африке (почти 350 ‰), озером Эльтон в Волгоградской области (140—200 ‰), озером Сасык в Крыму (250 ‰), озером Баскунчак в Астраханской области (300 ‰), озером Медвежье в Курганской области (350—360) и озером Развал в Оренбургской области (300 ‰).
Минералогический состав соли Мёртвого моря существенно отличается от состава соли других морей. Она содержит около 50,8 % хлорида магния, 14,4 % хлорида кальция, 30,4 % хлорида натрия и 4,4 % хлорида калия. В соли мало сульфатов, но относительно много бромидов. Это позволило Мёртвому морю превратиться в уникальный лечебный курорт, созданный природой и привлекающий миллионы туристов со всех уголков земного шара. Кроме уникального состава солей, Мёртвое море известно и своими целебными грязями, которые добываются со дна этого озера. Иловые сульфидные грязи Мёртвого моря высоко минерализованы (до 300 г/л), с высоким содержанием брома, йода, гормоноподобных веществ.

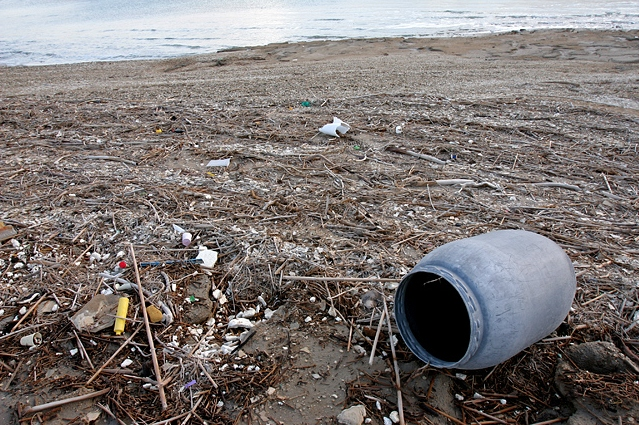
Пластиковый мусор на побережье Мёртвого моря

## Экологическая обстановка
На протяжении последнего столетия природные ресурсы Мёртвого моря разрабатываются со всё нарастающей интенсивностью. Промышленная разработка минералов и использование 80 % впадающих в Мёртвое море притоков привели к резкому падению уровня грунтовых вод.
За последнее столетие уровень воды упал на 25 метров, и разрушительный процесс только прогрессирует. На сегодняшний день уровень моря падает в среднем на 1 метр в год. В 1977 году из-за осушения море оказалось поделённым на две части, северную и южную. Южная часть находится под контролем минералогических заводов. Предприятия ведут добычу брома, хлорида калия и других минералов. Кристаллизация солей происходит посредством испарения. Для этих целей южная часть была превращена в систему сообщающихся бассейнов. Таким образом, был нарушен естественный процесс циркуляции воды в Мёртвом море. Сложившаяся ситуация влечёт за собой неминуемую экологическую катастрофу. Понижение уровня грунтовых вод привело к образованию подземных полостей и проседанию почвы. На территории Израиля и Иордании насчитывается порядка 1200 провалов, глубина которых иногда достигает 25 метров. Самую большую опасность представляют провалы, которые образуются вдоль дорог и вблизи жилых комплексов. Зафиксирован случай возникновения провала сразу после проезда туристического автобуса. По счастливой случайности, никто из пассажиров не пострадал. До сегодняшнего момента жертвами провалов стали три человека.
Причины экологической катастрофы:

Процесс обмеления Мёртвого моря

1. Хозяйственное использование вод, ранее впадавших в Мёртвое море;
2. Выкачивание грунтовых вод;
3. Климатические изменения.

В последние годы ситуация начала угрожать индустрии туризма и вызвала беспокойство как Израиля, так и Иордании. Были предложены несколько проектов по переброске вод Красного и Средиземного морей в Мёртвое. На сегодня совместный иордано-израильский проект по переброске вод Красного моря находится в стадии моделирования. Учёные пытаются предсказать последствия строительства такого канала и его влияние на экологию залива Акаба. Стоимость проекта — 3-4 миллиарда долларов США. В 2012 году принципиальное соглашение о строительстве такого канала было достигнуто.
Силами фермеров на западном побережье Мёртвого моря были построены бассейны для отлавливания нечистот в сельскохозяйственных нуждах. Однако часть коллекторов оказалась нерентабельна и была заброшена. Экологическими активистами Израиля были предприняты попытки организации акции протеста у дверей Министерства окружающей среды в Иерусалиме.
Тем не менее организованное лечение на Мёртвом море активно развивается, строятся новые отели и клиники.

## Туристическая инфраструктура
Заповедник Мауджиб расположен в ущелье Эль-Мауджиб (Иордания). Здесь обнаружено 420 видов растений и около 100 видов птиц. Пещера Лота находится неподалёку от местечка Сафии (Иордания). По преданию, здесь библейский Лот с дочерьми нашёл приют в пещере после того, как был разрушен Содом. Пещера находится на горе около маленького родника. Можно увидеть и соляной столп — якобы тот, в который превратилась жена Лота. Здесь находится монастырский комплекс, который кроме пещеры включает в себя византийскую церковь с мозаичным полом, ряд служебных и жилых помещений для монахов и паломников и нескольких гробниц.
На берегу Мёртвого моря расположены кибуцы Эйн-Геди, Калия, Альмог и Мицпе-Шалем, а также курорт Эйн-Бокек, ряд национальных парков, отелей и других туристических объектов.

## Галерея

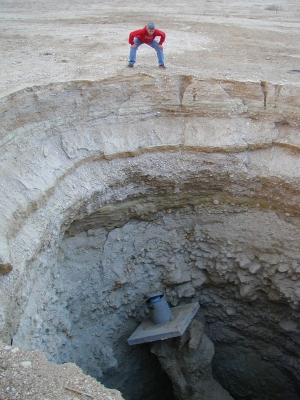
Провал на месте бурильной вышки
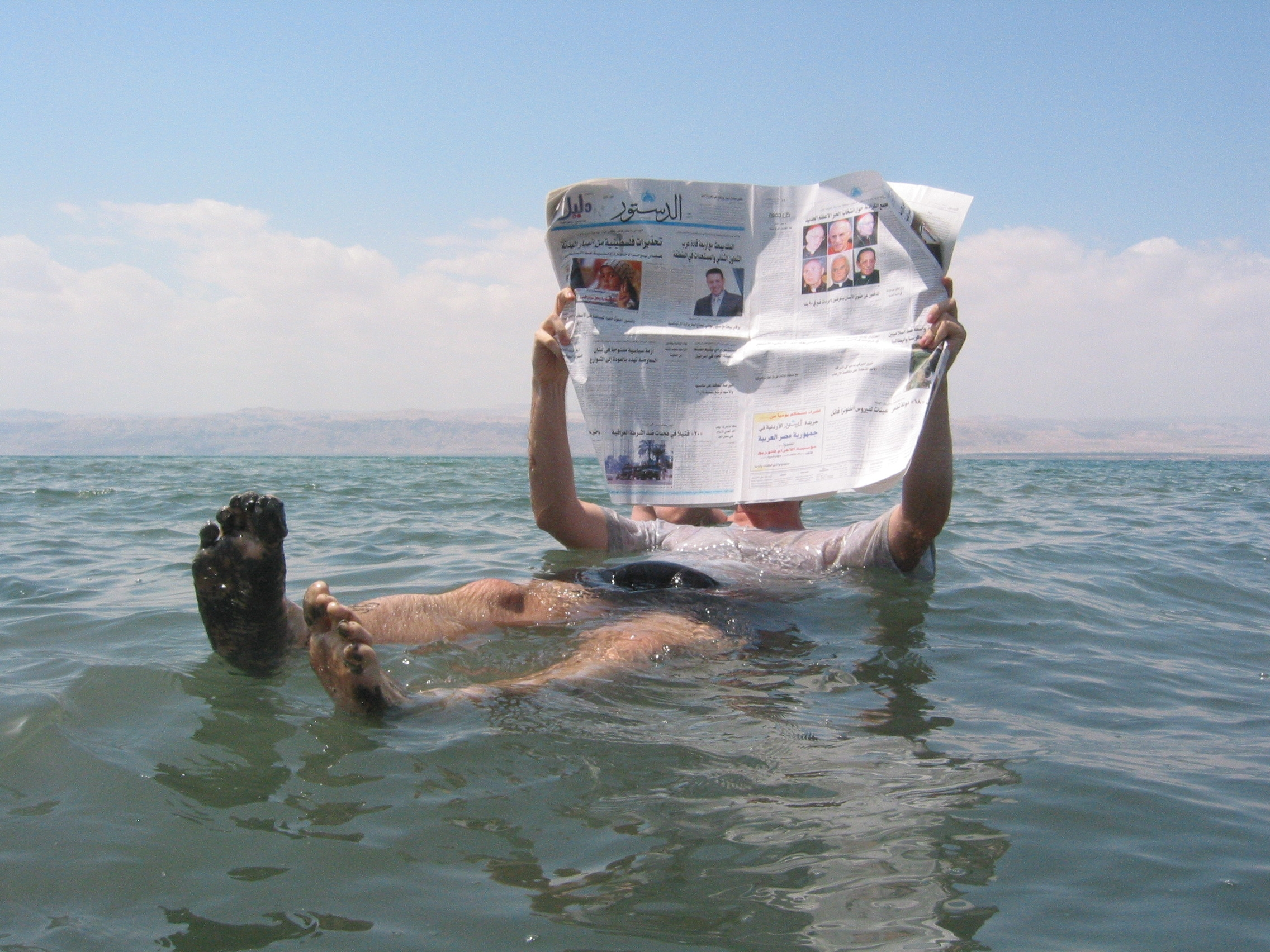
Человек может лежать на поверхности Мёртвого моря
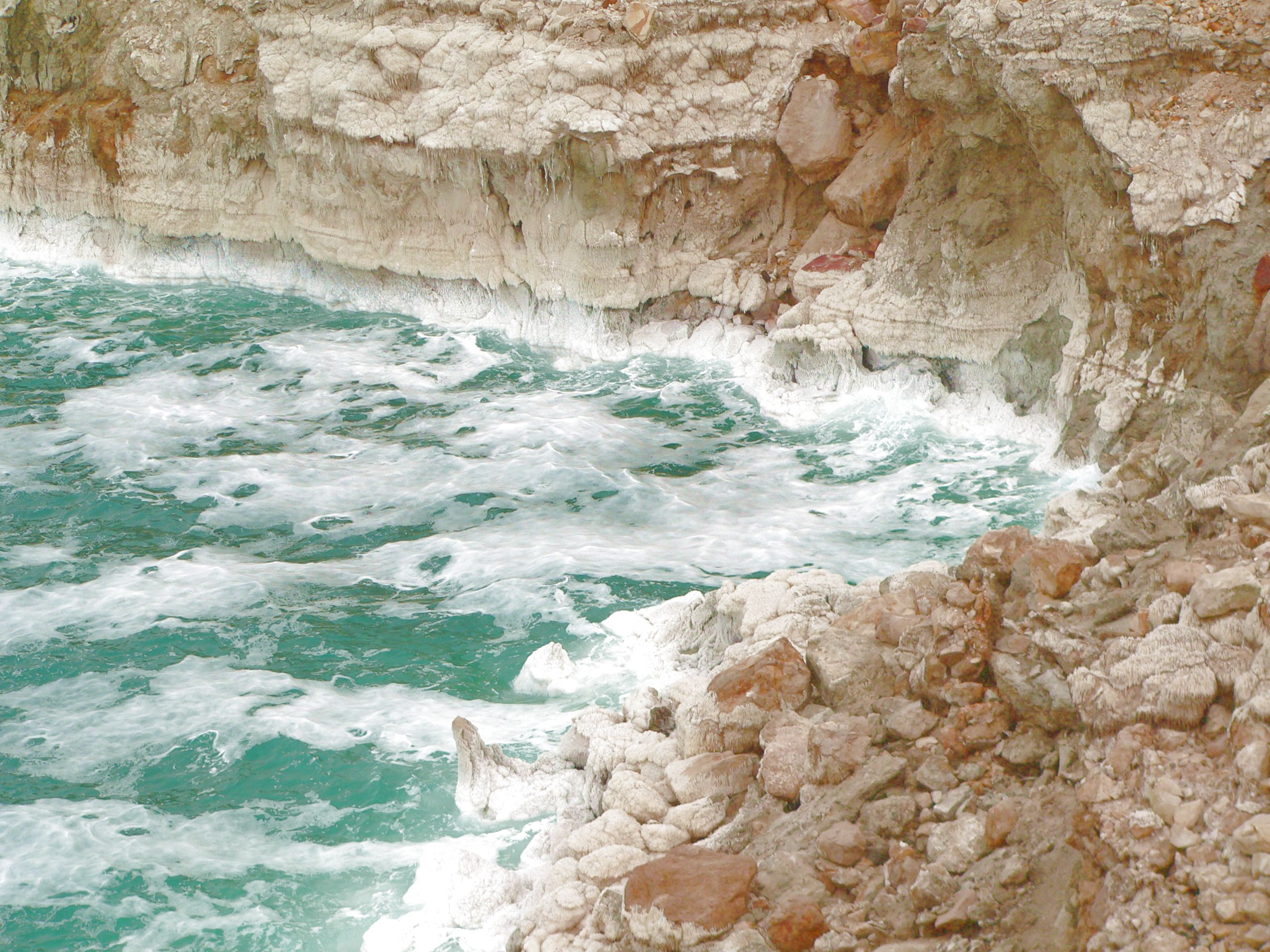
Прибой на Мёртвом море и солевые отложения на скалах
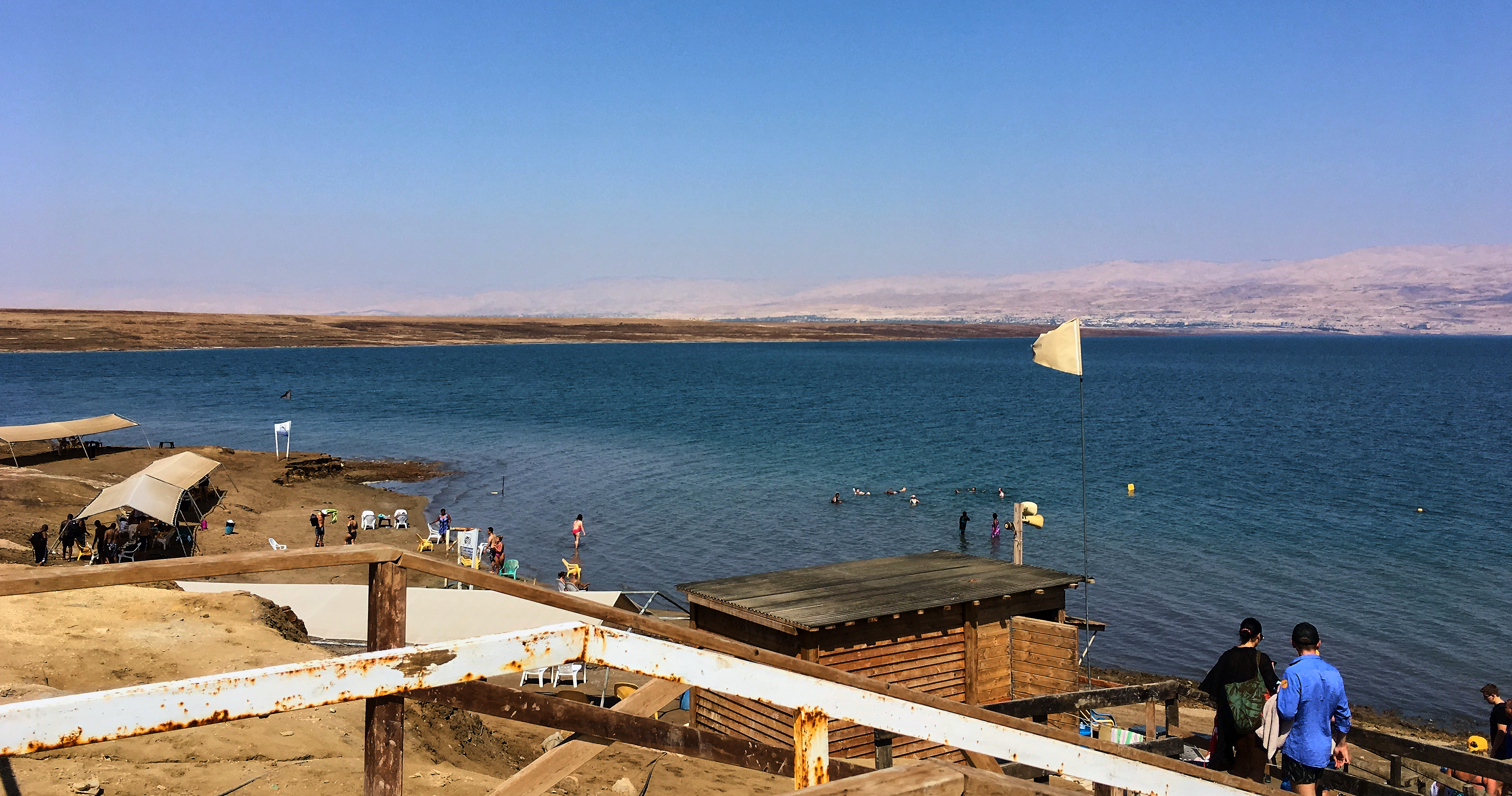
Мёртвое море в северной части со стороны Израиля
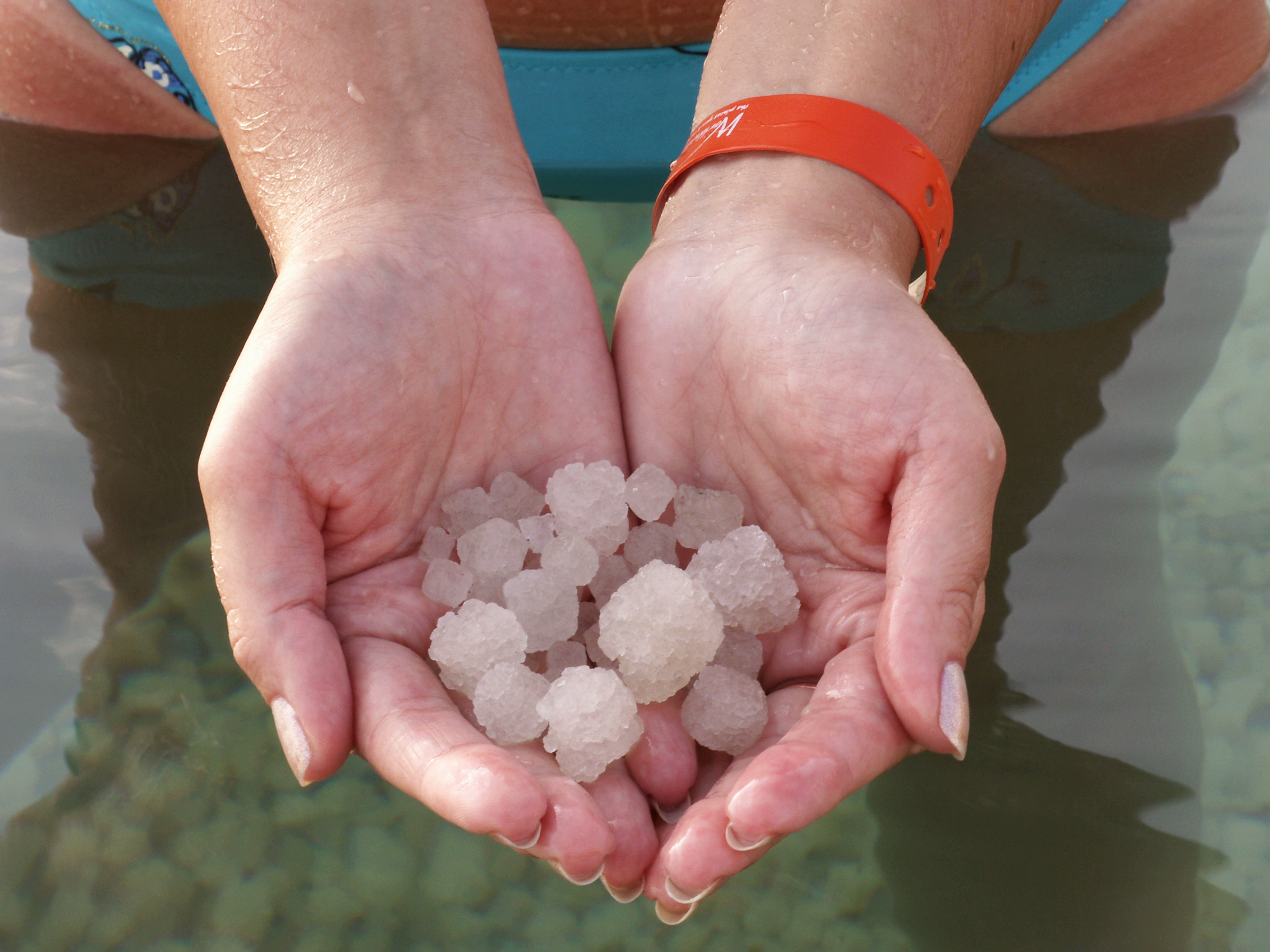
Кристаллы со дна Мёртвого моря